# Unionville (Missouri)
Unionville település az Amerikai Egyesült Államok Missouri államában, Putnam megyében, melynek megyeszékhelye is. Lakosainak száma 1735 fő (2020. április 1.).

## Népesség
A település népességének változása:

| 2010 | 1 865 |
| 2020 | 1 735 |